# 北镇中学
北镇中学是山东省滨州市滨城区的一所中学，创建于1952年，是山东省重点中学。

## 学校概况
名称：山东省北镇中学
简称：北中
校训： 明志、勤奋、求实、创新
口号： 胸怀大爱，奉献大智，培育大材，涵养大气，担当大任，成就大业
现任校长：李东海

## 地理位置
山东省北镇中学位于山东省滨州市滨城区，老校址位于老城区西部，南临黄河三路，东至渤海九路；新校址位于新城西区，南临黄河八路，东至新立河西路，西到渤海十五路，北隔黄河十路与奥林匹克公园相邻。

## 学校规模
老校占地138.32亩，建筑面积5.82万平方米；新校占地732.06亩，建筑面积10.36万平方米。

## 硬件设施
- 图书馆馆藏35万册图书，建设有电子阅览室2个，探究实验室3个，通用技术实验室5个。
- 建设有标准体育运动场、大会堂、学术报告厅等

## 荣誉

### 知名校友
- 中央委员、国家统计局局长马建堂
- 世界500强企业中粮集团董事长宁高宁

### 获得荣誉
“山东省规范化学校”、“山东省先进基层党组织”、“省级文明单位”、“山东省教书育人先进单位”、“山东省教学示范学校”、“山东省教学改革先进集体”、“山东省德育工作先进单位”、“山东省卫生工作先进集体”、“山东省电教化教育工作先进单位”、“山东省绿色学校”、“山东省‘依法治校’示范单位”“滨州市首批示范学校”等。

## 历任校长
谢建邦、李青田、贾跃南、路东山、魏熔生、李伯衡、高梅坡、焦干卿、于顺卿、 张忠华、卢得欣、葛洪章、任学武、潘玉兰 邱树林

## 名师风采
- 查看网页[永久]